# Ідрімі
Ідрімі (Ідрі-Мі) (*д/н — бл. 1480 до н. е.) — цар держави Мукіша (Алалаха) близько 1517—1480 років до н. е. Основні відомості про нього містяться в написі на власній статуї, що є своєрідною автобіографією.

## Життєпис
Походив з Ямхадської династії. Син Ілім-Ілімми I, царя Ямхаду, і представниці царського дому міста-держави Емар. У 1525/1524 році до н. е. мітаніські війська захопили ямхадську столицю Халап. При цьому Ілім-Ілімма I загинув.
Ідрімі, прихопивши царську печатку як символ влади, втік разом з матір'ю до Емару. тут перебував нетривалий час. Ймовірно втратив сподівання отримати допомогу у відвоюванні Халапу, тому лише зі слугою-зброєносцем на своїй колісниці вирушив через пустелю до Ханаану, де поселився серед одного з племен хабіру, в м. Амнія. Тут мешкав 7 років. Ймовірно в цей час здійснював напади на мітаніські землі, вважаючи себе царем Ямхаду.
Близько 1517 року до н. е. ймовірно здобувши авторитет та військові знання, захопив місто Алалах та усю область. Першим офіційно прийняв титул царя Мукіша, заснувавши Другу династію Алалаха. Невдовзі відправив посланців до царя Парраттарни I, визнавши його зверхність. Натомість Ідрімі отримав визнання свого царського титулу. За іншими відомостями це сталося у 1510 році до н.е, тобто ще 7 років велася війна з Мітанні. Схожість обидвох термінів можливо вказує на деяку плутанину.
Основні зусилля приділяв відродженню Алалаха, де звів новий царський палац (археологічний прошарок Алалах Va). Власне панування в Алаласі на думку дослідників тривало від 30 до 37 років.
На основі змісту написи Ідрімі, він вдерся до хетських володінь (останні були ворогами Мітанні), де досяг там певних військових успіхів (захопив й сплюндрував 7 міст), не зустрівши основних військових сил хетів. За однією версією захоплені міста розташовувалися в Північній Сирії, проте в той період ця область навряд чи контролювалася хетами. На думку деяких дослідників, швидше за все, ці міста знаходилися на території царства Кіззуватна, яке раніше відокремилося від Хетськой держави і за часів Ідрімі знаходилося в залежності від хетського царя. При цьому також є дискусійним питання стосовно часу укладання з Піллійа, царем Куццватни, угоди про повернення втікачів з обох держав. Більшість вважають, що договір був наслідком походу Ідрімі проти куццуватни. Також можливо Піллійа вимушений був визнати владу царя Мітанні, оскільки його в договорі вказують як арбітра та гаранта виконання домовленостей. За ще однією версією Ідрімі здійснив декілька походів. На це вказує згадки в хетських текстах про захоплення царем мукіша 2 міста в областях Хассува і Заруна.
Можливо у 1490-х роках зумів відвоювати халап, скориставшись походом фараона Тутмоса I до Ханаану і проти Мітанні. Наприкінці панування за різними версіями Ідрімі зробив сина Адад-нірарі співцарем або зрікся на його користь. Тому дата смерті Ідрімі також є суперечливою.